# Provincia Central (Papúa Nueva Guinea)
Provincia Central es una de las 19 provincias de Papúa Nueva Guinea, que ocupa parte de la costa sur del país. Según el censo del 2000 cuenta con una población de 183.983 personas para sus 29.500 kilómetros cuadrados. Su capital es Puerto Moresby, la capital nacional y la ciudad más poblada del Estado. El 9 de octubre de 2007 el gobierno provincial anunció sus planes de construir una nueva capital provincial, separada de la nacional: Bautama, cerca de Puerto Moresby.
El idioma criollo tok pisin es la principal lengua de comunicación en todas las áreas urbanas de Papúa Nueva Guinea; sin embargo en diversas áreas de la costa sur y especialmente en el litoral de Provincia Central la lengua con más hablantes (a excepción de la capital) es la hiri motu.